# Meduza (grupo)
Meduza (estilizado como MEDVZA) é um grupo de música eletrônica italiano formado por Luca de Gregorio, Mattia Vitale e Simone Giani. Eles são mais conhecidos pelo sucesso de 2019, "Piece of Your Heart", em colaboração com o trio britânico Goodboys. A canção alcançou o número dois no UK Singles Chart após o lançamento, e ganhou uma indicação ao Grammy de Melhor Gravação Dance.
Em 11 de novembro de 2020, o Meduza fez um show ao vivo em Cava dei Balestrieri, em San Marino. A apresentação foi transmitida pela Twitch, em parceria com a Live Nation e o videogame Fuser.

## Discografia

### Músicas
| Título                                                                 | Ano  | Pico de posições nas paradas | Pico de posições nas paradas | Pico de posições nas paradas | Pico de posições nas paradas | Pico de posições nas paradas | Pico de posições nas paradas | Pico de posições nas paradas | Pico de posições nas paradas | Pico de posições nas paradas | Pico de posições nas paradas | Certificações | Álbum                         |
| Título                                                                 | Ano  | ITA                          | AUS                          | AUT                          | BEL (FL)                     | CAN                          | DIN                          | ALE                          | POL                          | SUE                          | RU                           | Certificações | Álbum                         |
| ---------------------------------------------------------------------- | ---- | ---------------------------- | ---------------------------- | ---------------------------- | ---------------------------- | ---------------------------- | ---------------------------- | ---------------------------- | ---------------------------- | ---------------------------- | ---------------------------- | --- | ----------------------------- |
| "Piece of Your Heart" (feat. Goodboys)                                 | 2019 | 10                           | 7                            | 9                            | 2                            | 39                           | 4                            | 4                            | 9                            | 20                           | 2                            | - FIMI: 3× Platinum - ARIA: 5× Platinum - BEA: 2× Platinum - BPI: 2× Platinum - BVMI: 3× Gold - GLF: Platinum - IFPI DEN: 2× Platinum - MC: 2× Platinum - ZPAV: 4× Platinum | Não adicionado a nenhum álbum |
| "Lose Control" (com Becky Hill e Goodboys)                             | 2019 | 37                           | 11                           | 52                           | 6                            | 46                           | —                            | 30                           | 11                           | 75                           | 11                           | - FIMI: Platinum - ARIA: 4× Platinum - BEA: Platinum - BPI: Platinum - BVMI: Gold - IFPI AUT: Gold - IFPI DEN: Platinum - MC: Platinum - ZPAV: 3× Platinum                  | Get to Know                   |
| "Born to Love" (feat. Shells)                                          | 2020 | —                            | —                            | —                            | —                            | —                            | —                            | —                            | —                            | —                            | —                            | | Não adicionado a nenhum álbum |
| "Paradise" (feat. Dermot Kennedy)                                      | 2020 | 19                           | 19                           | 15                           | 8                            | 50                           | 17                           | 14                           | 3                            | 77                           | 5                            | - FIMI: Platinum - ARIA: Platinum - BEA: Gold - BPI: Platinum - BVMI: Gold - GLF: Gold - IFPI AUT: Platinum - IFPI DEN: Gold - MC: Platinum - ZPAV: 2× Platinum             | ASA                           |
| "Headrush" (feat. Elroii)                                              | 2021 | —                            | —                            | —                            | —                            | —                            | —                            | —                            | —                            | —                            | —                            | | Não adicionado a nenhum álbum |
| "Tell It to My Heart" (feat. Hozier)                                   | 2021 | —                            | —                            | —                            | —                            | —                            | —                            | —                            | 33                           | 97                           | 46                           | | ASA                           |
| "—" denota uma gravação que não entrou nas paradas ou não foi lançada. |      |                              |                              |                              |                              |                              |                              |                              |                              |                              |                              | |                               |

### Remixes
- Friendly Fires - "Heaven Let Me In" (2018)
- Ferreck Dawn - "In My Arms" (2019)
- MK - "Body 2 Body" (2019)
- Ritual e Emily Warren - "Using" (2019)
- R Plus e Dido - "My Boy" (2019)
- Dermot Kennedy - "Power Over Me" (2020)[25]
- Lifelike e Kris Menace - "Discopolis 2.0" (2020)[26]
- John Legend com Gary Clark Jr. - "Wild" (2020)[27]
- Faithless - "Innadadance" (feat. Suli Breaks & Jazzie B) (2021)
- Ed Sheeran - "Bad Habits" (2021)

## Prêmios e indicações

### Grammy Awards
| Ano  | Categoria                | Trabalhos             | Resultado | Ref.   |
| ---- | ------------------------ | --------------------- | --------- | ------ |
| 2020 | Melhor Gravação de Dança | "Piece of Your Heart" | Indicado  | [ 28 ] |

### International Dance Music Awards
| Ano  | Categoria                        | Trabalhos             | Resultado | Ref.          |
| ---- | -------------------------------- | --------------------- | --------- | ------------- |
| 2020 | Melhor Canção Dance              | "Piece of Your Heart" | Venceu    | [ 28 ] [ 29 ] |
| 2020 | Artista Revelação do Ano         | —                     | Venceu    | [ 28 ] [ 29 ] |
| 2020 | Melhor Artista House (Masculino) | —                     | Indicado  | [ 28 ] [ 29 ] |